# نمیله
نمیله (به چکی: Nemile) یک منطقهٔ مسکونی در جمهوری چک است که در ناحیه شومپرک واقع شده‌است. نمیله ۵٫۵۳ کیلومتر مربع مساحت و ۶۲۰ نفر جمعیت دارد و ۲۹۳ متر بالاتر از سطح دریا واقع شده‌است.